# Rivière chez Binet
Pour les articles homonymes, voir Binet.
La rivière chez Binet coule dans la municipalité de Saints-Anges, dans la municipalité régionale de comté (MRC) de La Nouvelle-Beauce, dans la région administrative de Chaudière-Appalaches, au Québec, au Canada.
La rivière chez Binet est un affluent de la rive est de la rivière Belair laquelle se déverse sur la rive est de la rivière Chaudière ; cette dernière coule vers le nord pour se déverser sur la rive sud du fleuve Saint-Laurent.

## Géographie
Les principaux bassins versants voisins de la rivière chez Binet" sont :
- côté nord : rivière du Domaine, cours d'eau Ferland, rivière Chassé ;
- côté est : rivière Belair, ruisseau Fecteau, lac Baxter ;
- côté sud : rivière Belair, rivière Morency, rivière Chaudière ;
- côté ouest : rivière Chaudière, ruisseau Turmel.

La rivière chez Binet prend sa source en zone forestière dans la municipalité de Saints-Anges. Cette source est située à 0,5 km au sud de la limite de la municipalité de Sainte-Marguerite et de Saints-Anges, ainsi qu'à 5,6 km au nord du centre du village de Saints-Anges.
À partir de sa source, la rivière chez Binet" coule sur 5,3 km répartis selon les segments suivants :
- 1,0 km vers le sud, jusqu'à la route du rang Sainte-Claire ;
- 2,0 km vers le sud, jusqu'à la route du rang Saint-Elzéar ;
- 2,0 km vers le sud-ouest, jusqu'à la route du 3e rang Nord ;
- 0,3 km vers le sud, jusqu'à sa confluence.

La rivière chez Binet se jette sur la rive nord de la rivière Belair laquelle coule vers le sud-ouest pour se déverser sur la rive est de la rivière Chaudière. La confluence de la rivière chez Binet" est située en amont du réservoir (lac à Ti-Mousse).

## Toponymie
Le toponyme Rivière chez Binet a été officialisé le 29 janvier 1996 à la Commission de toponymie du Québec.